# سيليسيد النحاس
 سيليسيد النحاس  مركب كيميائي له الصيغة Cu3Si، يتألف من عنصري السيليكون (السيليسيوم) والنحاس ، ويكون على شكل مسحوق بلوري فضي.

## الخواص
- لا ينحل سيليسيد النحاس في الماء.
- يؤدي تشكيل طبقة من سيليسيد النحاس إلى إعاقة انتشار النحاس في السيليكون وذلك في مجال الأبحاث في علم المواد.[3]

## التحضير
يحضر سيليسيد النحاس المستخدم في صناعة أنصاف النواقل وذلك عن طريق المعالجة الحرارية السريعة Rapid thermal processing لفلز النحاس على ركازة من السيليكون، حيث يبدأ حدوث انتشار عند درجات حرارة تتراوح بين 250–300 °س. إن الاستمرار بعملية التخمير الحراري يعطي الشكل النهائي للسيليسيد.
وقد تمكنت مجموعة بحث مؤخراً من تحضير بلورات نانوية من سيليسيد النحاس داخل أسلاك نانوية من السيليكون، مما يزيد من ناقليتها الكهربائية.

## الاستخدامات
- تستخدم رقائق سيليسيد النحاس ضمن السيليسيدات الفلزية الأخرى في مجال الإلكترونيات.[6]
- تستخدم صفائح الغرافيت المغطاة بسيليسيد النحاس كمصعد في بطاريات الليثيوم الثانوية (القابلة للشحن).[7]